# Saison 2016 de l'équipe cycliste Cycling Academy
La saison 2016 de l'équipe cycliste Cycling Academy est la deuxième de cette équipe.

## Préparation de la saison 2016

### Arrivées et départs
| Arrivées         | Équipe 2015                    |
| ---------------- | ------------------------------ |
| Guillaume Boivin | Optum-Kelly Benefit Strategies |
| Chris Butler     | SmartStop                      |
| Omer Goldstein   |                                |
| Roy Goldstein    |                                |
| Zohar Hadari     | Asfra Racing Oudenaarde        |
| Dan Craven       | Europcar                       |
| Luis Lemus       | Airgas-Safeway                 |
| Marko Pavlic     | Radenska Ljubljana             |
| Mihkel Räim      | Pro Immo Nicolas Roux          |
| Aviv Yechezkel   | Asfra Racing Oudenaarde        |

| Départs            | Équipe 2016        |
| ------------------ | ------------------ |
| Antonio Angulo     | Gomur-Liébana 2017 |
| Yoav Bear          |                    |
| Mário Daško        |                    |
| Ben Einhorn        |                    |
| Roy Goldstein      | Cycling Academy    |
| Artur Krasnodębski |                    |
| Patryk Talaga      |                    |
| Bartosz Warchoł    | Whirlpool-Author   |
| Ido Zilberstein    |                    |

## Coureurs et encadrement technique

### Effectif
| Cycliste         | Date de naissance | Nationalité | Équipe 2015                    |  |
| ---------------- | ----------------- | ----------- | ------------------------------ |  |
| Guillaume Boivin | 25 septembre 1989 | Canada      | Optum-Kelly Benefit Strategies |  |
| Chris Butler     | 16 février 1988   | États-Unis  | SmartStop                      |  |
| Dan Craven       | 1er février 1983  | Namibie     | Europcar                       |  |
| Guy Gabay        | 18 juillet 1993   | Israël      | Cycling Academy                |  |
| Omer Goldstein   | 13 août 1996      | Israël      |                                |  |
| Roy Goldstein    | 20 mai 1993       | Israël      |                                |  |
| Zohar Hadari     | 9 mai 1994        | Israël      | Asfra Racing Oudenaarde        |  |
| Luis Lemus       | 21 avril 1992     | Mexique     | Airgas-Safeway                 |  |
| Ľuboš Malovec    | 10 février 1994   | Slovaquie   | Cycling Academy                |  |
| Wojciech Migdał  | 27 mars 1991      | Pologne     | Cycling Academy                |  |
| Marko Pavlic     | 9 février 1993    | Slovénie    | Radenska Ljubljana             |  |
| Emanuel Piaskowy | 2 mars 1991       | Pologne     | Cycling Academy                |  |
| Mihkel Räim      | 3 juillet 1993    | Estonie     | Pro Immo Nicolas Roux          |  |
| Guy Sagiv        | 5 décembre 1994   | Israël      | Cycling Academy                |  |
| Daniel Turek     | 19 janvier 1993   | Tchéquie    | Cycling Academy                |  |
| Aviv Yechezkel   | 21 avril 1994     | Israël      | Asfra Racing Oudenaarde        |  |

## Bilan de la saison

### Victoires
| Date       | Course                                               | Pays     | Classe | Vainqueur        |
| ---------- | ---------------------------------------------------- | -------- | ------ | ---------------- |
| 07/02/2016 | Championnat de Namibie sur route                     | Namibie  | CN     | Dan Craven       |
| 04/06/2016 | Hets Hatsafon                                        | Israël   | 1.2    | Guy Gabay        |
| 15/06/2016 | 1re étape du Tour de Beauce                          | Canada   | 2.2    | Mihkel Räim      |
| 18/06/2016 | 4e étape du Tour de Beauce                           | Canada   | 2.2    | Mihkel Räim      |
| 18/06/2016 | Championnat d'Israël du contre-la-montre espoirs     | Israël   | CN     | Aviv Yechezkel   |
| 18/06/2016 | Championnat d'Israël du contre-la-montre             | Israël   | CN     | Aviv Yechezkel   |
| 23/06/2016 | Championnat de Slovaquie du contre-la-montre espoirs | Tchéquie | CN     | Ľuboš Malovec    |
| 25/06/2016 | Championnat d'Israël sur route espoirs               | Israël   | CN     | Guy Sagiv        |
| 25/06/2016 | Championnat d'Israël sur route                       | Israël   | CN     | Guy Sagiv        |
| 26/06/2016 | Championnat d'Estonie sur route                      | Estonie  | CN     | Mihkel Räim      |
| 26/06/2016 | Championnat de Slovaquie sur route espoirs           | Tchéquie | CN     | Ľuboš Malovec    |
| 26/06/2016 | Championnat du Mexique sur route                     | Mexique  | CN     | Luis Lemus       |
| 29/06/2016 | 1re étape du Tour de Hongrie                         | Hongrie  | 2.2    | Mihkel Räim      |
| 02/07/2016 | 4e étape du Tour de Hongrie                          | Hongrie  | 2.2    | Chris Butler     |
| 03/07/2016 | Classement général du Tour de Hongrie                | Hongrie  | 2.2    | Mihkel Räim      |
| 14/11/2016 | 1re étape du Tour du Rwanda                          | Rwanda   | 2.2    | Guillaume Boivin |